# Louis Krell

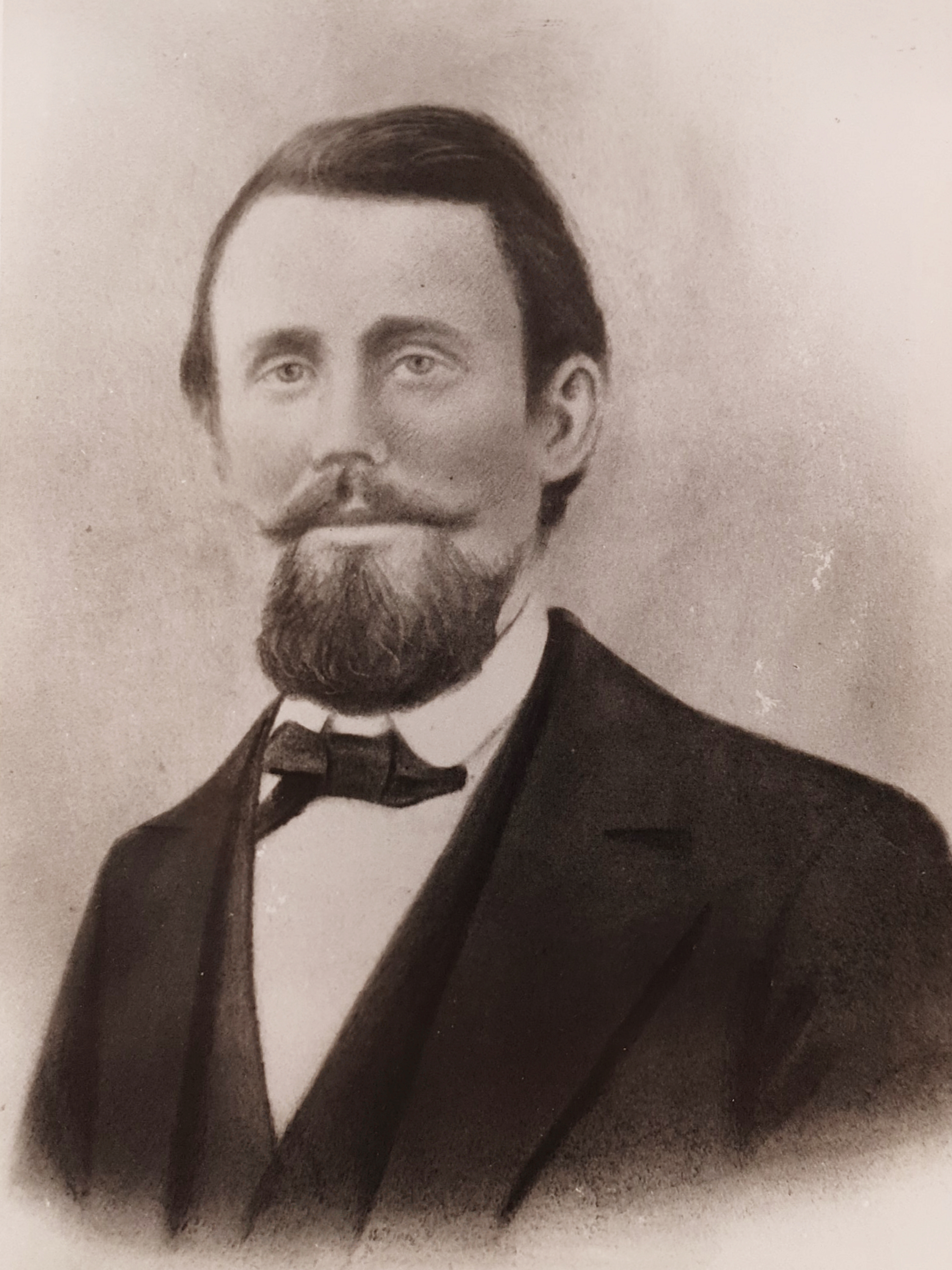
Louis Krell (um 1890)

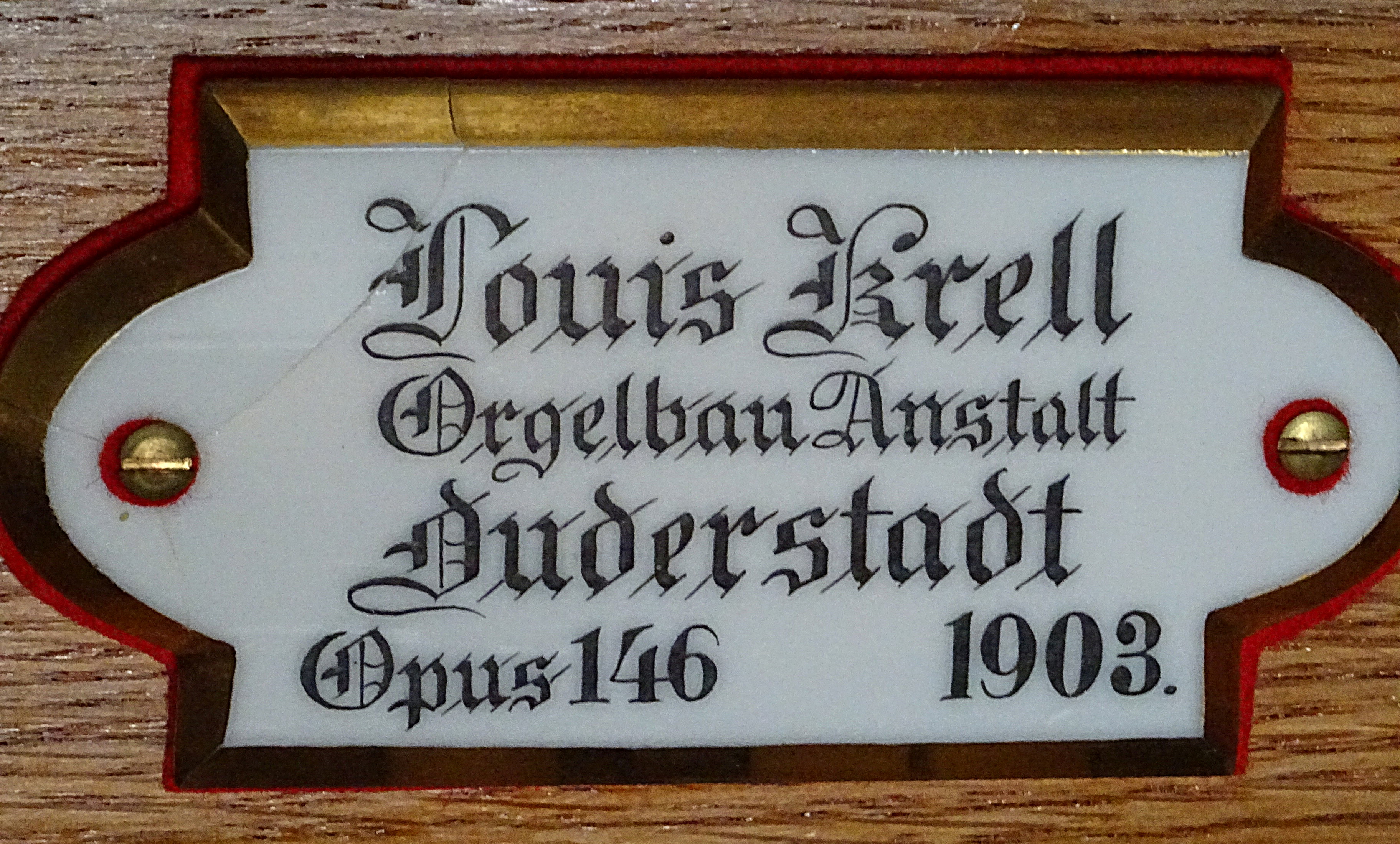
Louis Krell Orgelbau

Louis Krell (* 6. Oktober 1832 in Auleben; † 16. Januar 1919 in Duderstadt) war ein deutscher Orgelbauer. Er betrieb ab 1868 eine Werkstatt in Duderstadt. Sie wird noch heute von seinen Nachfahren unter dem Namen Gebr. Krell weitergeführt. Der aktuelle Chef der Firma ist Werner Krell, sein Urenkel. Seine Orgeln stehen in mehr als 30 Kirchen in Südniedersachsen und vereinzelt in Thüringen.

## Leben und Werk
Louis Krell stammte aus dem Gebiet um Nordhausen. Er erlernte 1849/1850 den Orgelbau bei Vogt in Korbach, dessen Geselle und schließlich Geschäftsführer er bis 1858 wurde. Anschließend vertiefte er seine Kenntnisse bei Carl Giesecke in Göttingen, wo er von 1859 bis 1866 als Werkführer auftrat.
1866 eröffnete er ein eigenes Unternehmen in Gieboldehausen, das er drei Jahre später nach Duderstadt verlegte. Der Wirkungsbereich konzentrierte sich zunächst auf das Eichsfeld und weitete sich allmählich aus. Sein Sohn Friedrich Krell (1869–1937) übernahm um 1900 den väterlichen Betrieb bis zu seinem Tod. Louis Krell blieb bis etwa 1912 geschäftsführend tätig.
Christina Krell (Schwester M. Laurentia, 79. Chorschwester des im Jahre 1700 gegründeten Duderstädter Konvents der Ursulinen), die jüngste Tochter von Louis Krell, erhielt Weihnachten 1916 die Nachricht, dass ihr alter Vater katholisch geworden war und in der Bischöflichen Konviktskapelle in Duderstadt die erste hl. Kommunion empfangen habe. Louis Krell war gläubiger Protestant gewesen, hatte aber bei der Eheschließung eingewilligt, dass die Kinder katholisch erzogen würden. Sein jüngster Sohn wurde Geistlicher.

## Werkliste (Auswahl)
Diese Liste beinhaltet ausgewählte Orgelneubauten der Werkstatt sowie einige zerstörte oder durch Neubauten anderer Orgelbauer ersetzte Orgeln.
Die Größe der Instrumente wird in der fünften Spalte durch die Anzahl der Manuale und die Anzahl der klingenden Register in der sechsten Spalte angezeigt. Ein großes „P“ steht für ein selbstständiges Pedal, ein kleines „p“ für ein angehängtes Pedal. Eine Kursivierung zeigt an, dass die betreffende Orgel nicht mehr erhalten ist oder lediglich noch der Prospekt aus der Werkstatt stammt.
| Jahr      | Ort            | Kirche                           | Bild | Manuale | Register | Bemerkungen |
| --------- | -------------- | -------------------------------- | ---- | ------- | -------- | --- |
| 1868      | Tiftlingerode  | St. Nikolaus                     |      | II/P    | 12       | Erster Neubau von Louis Krell. Bei einem Brand vernichtet. |
| 1873      | Rüdershausen   | St. Andreas                      |      | I/P     | 6        | Interimsorgel, die 1877 zum gleichen Zweck in Bernshausen und schließlich endgültig in Rollshausen aufgestellt wurde, wo sie 1903 in der neu erbauten Kirche wieder aufgebaut und erst 1978 durch einen Neubau (12 Register II/P; Orgelbaumeister Hofbauer, Göttingen) ersetzt wurde.                                                    |
| 1873      | Krebeck        | St. Alexander und Brüder         |      | II/P    | 15       | |
| 1875      | Rüdershausen   | St. Andreas                      |      | II/P    | 20       | |
| 1877      | Breitenberg    | Mariä Verkündigung               |      | II/P    | 11       | 1897 Einbau in die neu erbaute heutige Kirche. 1960er Jahre Umbau, Erweiterung (II/P/15) und Spieltischverlegung durch Werner Krell, Duderstadt. 1997 Restaurierung und Erweiterung (II/P/17) durch Werner Bosch, Niestetal. Als Vorbild für den Nachbau zusätzlicher Register dienten die Orgeln in Lindau (Eichsfeld) und Bernshausen. |
| 1879      | Gieboldehausen | Gustav-Adolf-Kirche              |      | II/P    | 13       | Ursprünglich 12 Register, Paul Ott fügte 1956 eine Mixtur III–IV hinzu (seitdem 13 Register), 1993 Restaurierung durch Franz Rietzsch (Hiddestorf), 2021 Neuintonation durch Hans-Ulrich Funk (Herzberg) → Orgel |
| 1879      | Bernshausen    | St. Peter und Paul               |      | II/P    | 23 (24)  | Das Register Vox humana 8′ ist vakant. Mechanische Spiel- und Registertraktur mit Kegelladen. Restauration durch Werner Krell |
| 1882      | Lindau         | St. Peter und Paul               |      | II/P    | 24       | 1982 Restaurierung durch Werner Krell |
| 1883      | Neuendorf      | St. Nikolaus                     |      | II/P    | 15       | |
| 1884      | Seulingen      | St. Johannes Baptist             |      | II/P    | 26       | Mit mechanischer Kegellade. Renovierung 2020 durch Gebrüder Stockmann |
| 1884–1885 | Lonau          | Ev.-luth. Kirche St. Michaelis   |      | II/P    | 14       | Mit mechanischer Kegellade; 1983 Restaurierung durch Rudolf Janke |
| 1886–1887 | Kefferhausen   | St. Johannes der Täufer          |      |         |          | Dort seit 1998, vorher im 1995 abgerissenen Kloster der Heiligenstädter Schulschwestern |
| 1886–1887 | Westhausen     | St. Pankratius                   |      | II/P    | 15       | |
| 1888–1889 | Birkungen      | St. Johannes der Täufer          |      | II/P    | 21       | |
| 1890      | Duderstadt     | Liebfrauenkirche                 |      | II/P    | 14       | 1965 abgetragen und eingelagert. Danach Neubau durch E. F. Walcker & Cie. Die eingelagerten Orgelteile wurden 2007 bei einem Neubau wiederverwendet. Die Walcker-Orgel steht seit 2007 im Franziskanerinnenkloster Sestre Franjevke in Šibenik, Kroatien.                                                                                |
| 1890      | Northeim       | Mariä Heimsuchung                |      | II/P    | 34       | 2004 Neubau durch die Werkstatt Orgelbau Krawinkel hinter Krell-Prospekt und unter Einbeziehung einiger vorhandener Register und aus Lagerbeständen von Krell, restliche Register nach Krell rekonstruiert |
| 1894–1895 | Mengelrode     | Kath. Kirche St. Maria Magdalena |      | II/P    | 15       | Neogotischer Prospekt |
| 1895      | Göttingen      | St. Michael                      |      | II/P    | 24       | 1954 Umbau und Erweiterung zur elektro-pneumatischen Kegellade, 1969 Umbau des Orgelgehäuses und Erweiterung auf 29 Register, jeweils durch Gebr. Krell; 1989 Neubau durch die Werkstatt Orgelbau Eisenbarth (II/P/34), unter Verwendung von Pfeifenmaterial aus der alten Orgel bei 10 Registern.                                       |
| 1897      | Brochthausen   | St. Georg                        |      | II/P    | 12       | Vollständig erhalten Die Orgel besitzt neben den Normalkoppeln noch eine Superoktavkoppel für das I. und II. Manual und eine Suboktavkoppel für das I. Manual. Laut Gehäuseinschrift auf der Nordseite wurde die Orgel 1897 von R. Böhme, Pfarrer in Krebeck, gestiftet.                                                                 |
| 1899      | Dieterode      | St. Georg                        |      | I/P     | 5        | |
| 1902      | Kalteneber     | St. Nikolaus                     |      | II/P    | 15       | Gehäuse und Großteil der Register von Vorgängerorgel von Knauf (1850) übernommen |
| 1903      | Günterode      | St. Georg                        |      | II/P    | 18       | Opus 146, pneumatischer Spieltisch, generalsaniert von Johannes Motz Orgelbau |
| 1905      | Martinfeld     | St. Ursula                       |      | II/P    |          | neues Orgelwerk von Orgelbau Schönefeld (1989, II/P/14) |
| 1908      | Gerbershausen  | St. Johannes der Täufer          |      | II/P    | 17       | 1996 Restaurierung durch OBM Karl Brode |
| 1910      | Germershausen  | Mariä Verkündigung               |      | II/P    | 20       | |
| 1913      | Hilkerode      | St. Johannes Baptist             |      | II/P    | 21       | Heute mit modernem Prospekt |